# Bosrankdwergspanner
De bosrankdwergspanner (Eupithecia haworthiata) is een vlinder uit de familie van de spanners (Geometridae). 

## Beschrijving
De voorvleugellengte van de vlinder bedraagt tussen de 8 en 9 millimeter. De basiskleur van de voorvleugel vrij licht bruingrijs. Over de voorvleugel lopen fijne zwakgetekende dwarslijntjes. De soort lijkt sterk op de hengeldwergspanner maar heeft een kenmerkende roodbruine band om het achterlijf.

## Waardplanten
De bosrankdwergspanner heeft bosrank en gekweekte soorten clematis als waardplanten. De rups eet van de bloemknoppen en de bloemen.

## Nederland en België
De vlinder komt verspreid voor over Europa en West-Azië. De soort overwintert als pop. In Nederland en België is de bosrankdwergspanner zeer zeldzaam. De vliegtijd is van begin april tot in augustus in één jaarlijkse generatie.